# Christus de Verlosser-kerk (Irkoetsk)
De Kerk van Christus de Verlosser (Russisch: Храм Христа Спасителя) is een Russisch-orthodoxe kerk in de Russische stad Irkoetsk. De kerk is gelegen in het historische centrum van de stad. De kerk is het oudste gebouw en lag binnen de muren van het verdwenen kremlin van Irkoetsk.

## Geschiedenis
De eerste Verlosserskerk werd gebouwd in 1672 en op 3 augustus 1706 volledig in de as gelegd. Het huidige kerkgebouw is opgericht in 1706. In juni 1710 werd het gebouw voltooid. De kerkwijding vond in 1713 plaats. Halverwege de 18e eeuw werd de klokkentoren toegevoegd. De muurschilderingen op de buitenmuren werden vervaardigd in de 19e eeuw. Voor Siberië zijn dergelijke muurschilderingen uniek. Er zijn muurschilderingen van o.a. voorstellingen over de doop, Christus de Verlosser, Nicolaas van Myra, Mitrofan van Voronezj en andere heiligen.

## Sovjet-periode
Na de oktoberrevolutie stond de Christus de Verlosserkerk aan de rand van de vernietiging. De kerk werd gesloten in 1931. Op het nippertje kon worden voorkomen dat de kerk in 1934 ten prooi viel aan de slopers. De kerk huisvestte vervolgens een schoenenwinkel en verschillende organisaties. In de jaren 1970-1980 werd het gebouw weer gerenoveerd. Vanaf 1982 maakte de kerk onderdeel uit van het Regionale Museum van Irkoetsk en deed het gebouw dienst als ruimte voor tentoonstellingen.

## Heropening
In 2006 werd de kerk overgedragen aan de Russisch-orthodoxe Kerk. In de herfst van hetzelfde jaar werd begonnen met het terugbrengen van het gebouw in de oorspronkelijke staat. In het kader van het 350-jarig jubileum van de stad Irkoetsk werd de kerk in 2011 grondig gerestaureerd.

## Oude Afbeeldingen

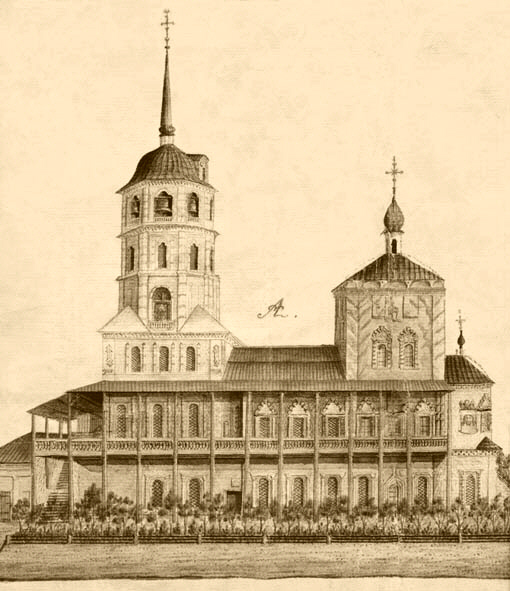
afbeelding uit 1925 met niet meer bestaande galerij
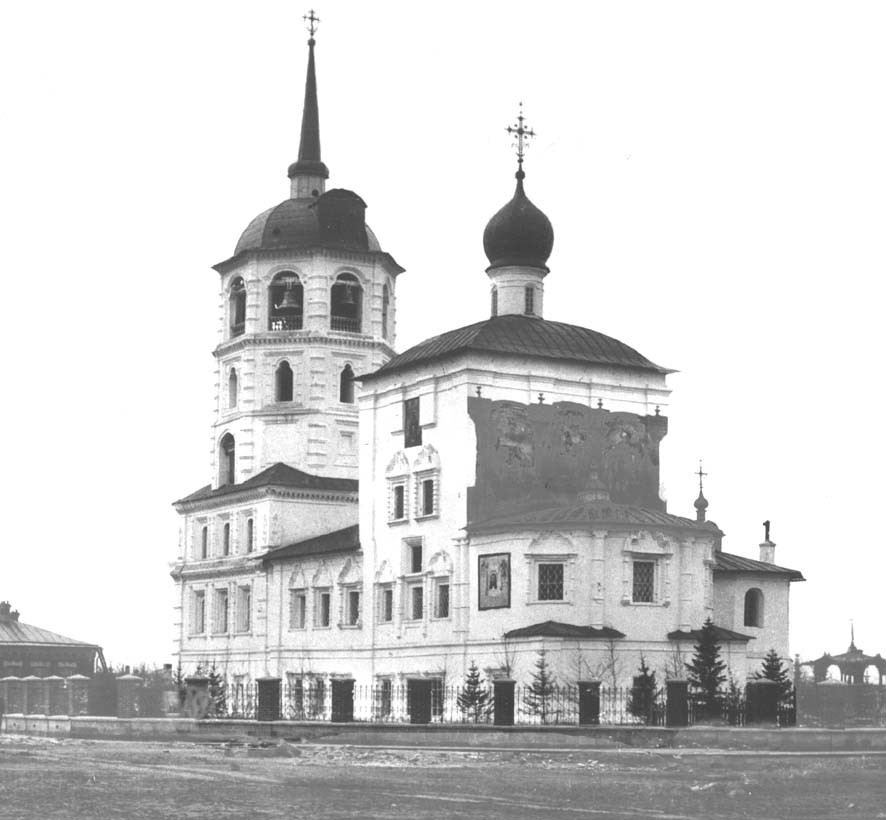
de kerk in 1900
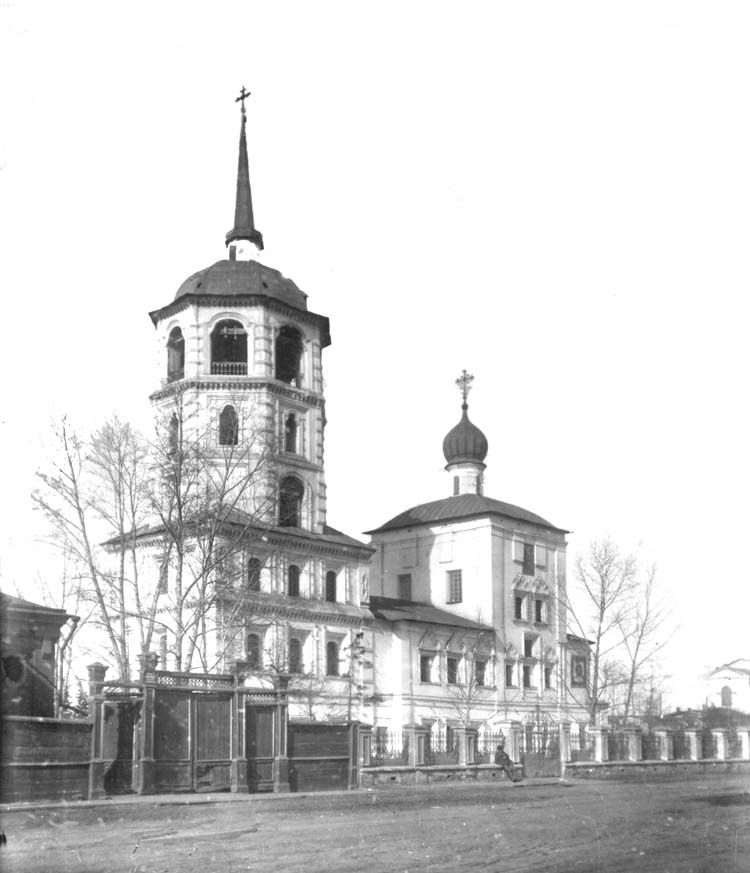
de kerk in de jaren '20
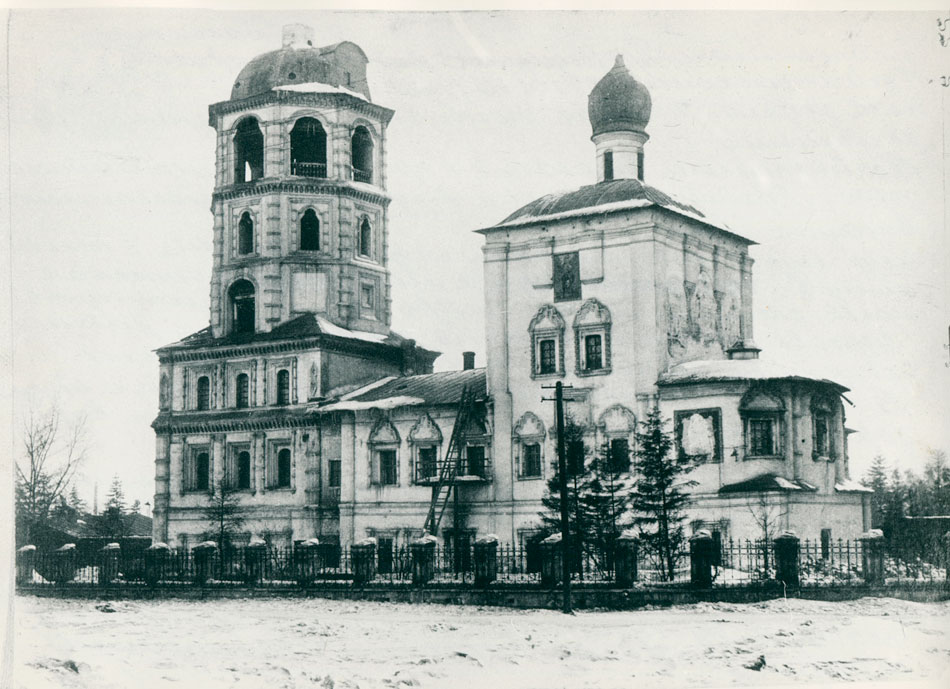
de vervallen kerk in de jaren 30